# Eva (Virginia Occidental)
Eva es un área no incorporada ubicada en el condado de Ritchie, Virginia Occidental, Estados Unidos. Está clasificada como un asentamiento humano por el Sistema de Información de Nombres Geográficos.
Aparece registrada en U.S. Geological Survey con fecha de entrada del 27 de junio de 1980. El número de identificación asignado por el Sistema de Información de Nombres Geográficos es 1549676.
En 1894 se estableció una oficina de correos llamada Eva que permaneció en funcionamiento hasta 1950. Uno de los primeros administradores de correos nombró a la comunidad en honor a su hija, Eva Gill.

## Geografía
Se encuentra a una altitud de 237 m s. n. m. (778 pies) según el Servicio Geológico de Estados Unidos.